# Zdeňka Měchurová
Zdeňka Měchurová (* 17. května 1955 Ostrava) je česká archeoložka, kurátorka pro podsbírku archeologii středověku v Moravském zemském muzeu. Pracuje v Moravském zemském muzeu (MZM) v Brně, v rámci grantové činnosti spolupracuje externě v Ústavu archeologie a muzeologie Filozofické fakulty Masarykovy univerzity v Brně. Je členkou redakční rady časopisu Acta Musei Moraviae, Scientiae sociales.

## Život
Po maturitě na Gymnáziu na ulici Dr. Šmerala v Ostravě (dnes Matiční gymnázium v Ostravě) studovala v letech 1974–1979 archeologii a historii na dnešní Filozofické fakultě Masarykovy univerzity (FF MU) v Brně (bývalé Univerzity Jana Evangelisty Purkyně UJEP). Od roku 1979 až do současnosti působí v Archeologickém ústavu Moravského zemského muzea. V roce 1980 získala titul PhDr. za práci Součásti koňských postrojů v 9.–10. století na území ČSSR.

## Dílo
V 90. letech se věnovala hmotné kultuře středověké vesnice, jako kandidátskou disertační práci zpracovala v roce 1992 archeologický materiál z výzkumu zaniklé středověké vsi Konůvky u Slavkova Hmotná kultura středověké vesnice na Moravě. Věnovala se také problematice osudů archeologických lokalit po ukončení terénního výzkumu a možnosti využití těchto lokalit v rámci naučných stezek pro region a veřejnost (především grantový projekt naučné stezky údolím zaniklé vsi Konůvky ve Ždánickém lese, 1999–2002). V rámci grantu Ministerstva kultury České republiky se zabývala elektronickým zpracováním tzv. staré sbírky archeologie středověku v MZM (2007–2010).
Součástí její odborné činnosti je studium archeologických dokladů středověké každodennosti (keramika – kachle, drobná středověká plastika, kovové předměty) zaměřené na interdisciplinární spolupráci s dalšími obory, zejména s etnografií a historií umění, také příspěvky k dějinám bádání a okrajově záchranné archeologické výzkumy v areálu muzejních budov brněnského městského jádra (Kapucínské náměstí, Biskupský dvůr, Dietrichstejnský palác).
V letech 1993–2003 pracovala na částečný úvazek v Ostravském muzeu. Zde publikovala Kovové a luxusní nálezy z hradu Landeku u Ostravy, zpracovala dějiny archeologického bádání na Ostravsku, věnovala se přednáškové a výstavní činnosti.